# Tischtennis-Europameisterschaft
Die Tischtennis-Europameisterschaft (TT-EM) für Erwachsene wird seit 2008 jährlich durchgeführt. Vorher fand sie alle 2 Jahre statt, und zwar (seit 2003) in den Jahren mit ungerader Jahreszahl. Im selben Jahr fand auch die Individualweltmeisterschaft statt. In den „geraden“ Jahren wird dagegen die Tischtennis-Mannschaftsweltmeisterschaft ausgetragen.
Eingeführt wurde die TT-EM 1958, Veranstalter ist die Europäische TT-Union ETTU.
Bereits seit 1955 werden jährlich Europameisterschaften für Junioren durchgeführt. 1995 fand in Wien erstmals eine EM für Senioren (Aktive ab 40 Jahre) statt.
2003 beschloss der ETTU-Kongress, bei zukünftigen EMs die Zahl der Mannschaften auf 16 zu begrenzen. Die Teams sollten sich über die Europaliga qualifizieren. 2006 wurde festgelegt, dass die Veranstaltung jährlich im Herbst ausgetragen wird. Es entfallen die vorherigen Qualifikationen sowie die Mixedwettbewerbe, welche seit 2009 in einer separaten Mixed-Europameisterschaft ausgetragen werden. Ab 2012 sollten in geraden Jahren nur noch die Einzel- und Doppelwettbewerbe durchgeführt werden, die Mannschaftswettbewerbe entfallen. Da sich hierfür 2014 kein Ausrichter fand, gab es in diesem Jahr nur Teamwettbewerbe. In ungeraden Jahren werden Einzel-, Doppel- und Mannschaftskonkurrenzen ausgespielt.
Der Qualifikationsmodus wurde mehrfach geändert. 2009 wurde als Nachfolgeveranstaltung der Europaliga die European Nations League eingeführt. Seit 2013 erfolgt die Europameisterschaftsqualifikation in einem Wettbewerb, wo innerhalb einer Woche an einem Ort die Nationalmannschaften gegeneinander antreten. Zunächst wird in zwei Sechsergruppen im Modus Jeder gegen Jeden gespielt. Die Erst- und Zweitplatzierten steigen bei der Europameisterschaft im Viertelfinale ein, die Plätze drei bis fünf starten im Achtelfinale.

## TT-Europameisterschaften der Damen und Herren
|                                      | Jahr, Ort, Land                      | Jahr, Ort, Land                      | Jahr, Ort, Land                                       | Jahr, Ort, Land                                        |
| Mannschaft                           | Einzel                               | Doppel                               | Mixed                                                 |                                                        |
| 1958, Budapest                       | 1958, Budapest                       | 1958, Budapest                       | 1958, Budapest                                        | 1958, Budapest                                         |
| ------------------------------------ | ------------------------------------ | ------------------------------------ | ----------------------------------------------------- | ------------------------------------------------------ |
| Damen                                | England                              | Éva Kóczián                          | Angelica Adelstein-Rozeanu Ella Zeller-Constantinescu | Zoltán Berczik Gizella Lantos                          |
| Herren                               | Ungarn                               | Zoltán Berczik                       | Ladislav Štípek Ludvík Vyhnanovský                    | Zoltán Berczik Gizella Lantos                          |
| 1960, Zagreb                         |                                      |                                      |                                                       |                                                        |
| Damen                                | Ungarn                               | Éva Kóczián                          | Angelica Adelstein-Rozeanu Maria Alexandru            | Gheorghe Cobirzan Maria Alexandru                      |
| Herren                               | Ungarn                               | Zoltán Berczik                       | Zoltán Berczik Ferenc Sidó                            | Gheorghe Cobirzan Maria Alexandru                      |
| 1962, Berlin                         |                                      |                                      |                                                       |                                                        |
| Damen                                | BR Deutschland                       | Agnes Simon                          | Mary Shannon Diane Rowe                               | Hans Alsér Inge Harst                                  |
| Herren                               | Jugoslawien                          | Hans Alser                           | Vojislav Marković Janez Teran                         | Hans Alsér Inge Harst                                  |
| 1964, Malmö                          |                                      |                                      |                                                       |                                                        |
| Damen                                | England                              | Éva Földy                            | Mary Shannon Diane Rowe                               | Péter Rózsás Sárolta Lukacs                            |
| Herren                               | Schweden                             | Kjell Johansson                      | Jaroslav Staněk Vladimír Miko                         | Péter Rózsás Sárolta Lukacs                            |
| 1966, London                         |                                      |                                      |                                                       |                                                        |
| Damen                                | Ungarn                               | Maria Alexandru                      | Éva Kóczián Erzsébet Jurik                            | Vladimír Miko Marta Luzova                             |
| Herren                               | Schweden                             | Kjell Johansson                      | Hans Alsér Kjell Johansson                            | Vladimír Miko Marta Luzova                             |
| 1968, Lyon                           |                                      |                                      |                                                       |                                                        |
| Damen                                | BR Deutschland                       | Ilona Voštová                        | Marta Luzova Jitka Karlíková                          | Stanislaw Gomoskow Soja Rudnowa                        |
| Herren                               | Schweden                             | Dragutin Šurbek                      | Antun Stipančić Edvard Vecko                          | Stanislaw Gomoskow Soja Rudnowa                        |
| 1970, Moskau, UdSSR                  |                                      |                                      |                                                       |                                                        |
| Damen                                | Sowjetunion                          | Soja Rudnowa (SUN)                   | Soja Rudnowa (SUN) / Swetlana Grinberg (SUN)          | Stanislaw Gomoskow (SUN) / Soja Rudnowa (SUN)          |
| Herren                               | Schweden                             | Hans Alser (SWE)                     | Dragutin Šurbek (YUG) / Antun Stipančić (YUG)         | Stanislaw Gomoskow (SUN) / Soja Rudnowa (SUN)          |
| 1972, Rotterdam, Niederlande         |                                      |                                      |                                                       |                                                        |
| Damen                                | Ungarn                               | Soja Rudnowa (SUN)                   | Judit Magos (HUN) / Henriette Lotaller (HUN)          | Stanislaw Gomoskow (SUN) / Soja Rudnowa (SUN)          |
| Herren                               | Schweden                             | Stellan Bengtsson (SWE)              | István Jónyer (HUN) / Péter Rózsás (HUN)              | Stanislaw Gomoskow (SUN) / Soja Rudnowa (SUN)          |
| 1974, Novi Sad, Jugoslawien          |                                      |                                      |                                                       |                                                        |
| Damen                                | Sowjetunion                          | Judit Magos (HUN)                    | Judit Magos (HUN) / Henriette Lotaller (HUN)          | Stanislaw Gomoskow (SUN) / Soja Rudnowa (SUN)          |
| Herren                               | Schweden                             | Milan Orlowski (CSK)                 | István Jónyer (HUN) / Tibor Klampár (HUN)             | Stanislaw Gomoskow (SUN) / Soja Rudnowa (SUN)          |
| 1976, Prag, Tschechoslowakei         |                                      |                                      |                                                       |                                                        |
| Damen                                | Sowjetunion                          | Jill Hammersley (ENG)                | Jill Hammersley (ENG) / Linda Howard (ENG)            | Antun Stipančić (YUG) / Eržebet Palatinuš (YUG)        |
| Herren                               | Jugoslawien                          | Jacques Secrétin (FRA)               | Stellan Bengtsson (SWE) / Kjell Johansson (SWE)       | Antun Stipančić (YUG) / Eržebet Palatinuš (YUG)        |
| 1978, Duisburg, BR Deutschland       |                                      |                                      |                                                       |                                                        |
| Damen                                | Ungarn                               | Judit Magos (HUN)                    | Maria Alexandru (ROU) / Liana Mihuț (ROU)             | Wilfried Lieck (FRG) / Wiebke Hendriksen (FRG)         |
| Herren                               | Ungarn                               | Gábor Gergely (HUN)                  | Milan Orlowski (TCH) / Gábor Gergely (HUN)            | Wilfried Lieck (FRG) / Wiebke Hendriksen (FRG)         |
| 1980, Bern, Schweiz                  |                                      |                                      |                                                       |                                                        |
| Damen                                | Sowjetunion                          | Walentina Popowa (SUN)               | Walentina Popowa (SUN) / Narine Antonyan (SUN)        | Milan Orlowski (CSK) / Ilona Uhlíková (CSK)            |
| Herren                               | Schweden                             | John Hilton (ENG)                    | Jacques Secrétin (FRA) / Patrick Birocheau (FRA)      | Milan Orlowski (CSK) / Ilona Uhlíková (CSK)            |
| 1982, Budapest, Ungarn               |                                      |                                      |                                                       |                                                        |
| Damen                                | Ungarn                               | Bettine Vriesekoop (NLD)             | Fliura Bulatowa (SUN) / Inna Kowalenko (SUN)          | Andrzej Grubba (POL) / Bettine Vriesekoop (NLD)        |
| Herren                               | Ungarn                               | Mikael Appelgren (SWE)               | Dragutin Šurbek (YUG) / Zoran Kalinić (YUG)           | Andrzej Grubba (POL) / Bettine Vriesekoop (NLD)        |
| 1984, Moskau, UdSSR                  |                                      |                                      |                                                       |                                                        |
| Damen                                | Sowjetunion                          | Walentina Popowa (SUN)               | Narine Antonyan (SUN) / Walentina Popowa (SUN)        | Jacques Secrétin (FRA) / Walentina Popowa (SUN)        |
| Herren                               | Frankreich                           | Ulf Bengtsson (SWE)                  | Zoran Kalinić (YUG) / Dragutin Šurbek (YUG)           | Jacques Secrétin (FRA) / Walentina Popowa (SUN)        |
| 1986, Prag, Tschechoslowakei         |                                      |                                      |                                                       |                                                        |
| Damen                                | Ungarn                               | Csilla Bátorfi (HUN)                 | Fliura Bulatowa (SUN) / Elena Kovtun (SUN)            | Jindřich Panský (CSK) / Marie Hrachová (CSK)           |
| Herren                               | Schweden                             | Jörgen Persson (SWE)                 | Erik Lindh (SWE) / Jan-Ove Waldner (SWE)              | Jindřich Panský (CSK) / Marie Hrachová (CSK)           |
| 1988, Paris, Frankreich              |                                      |                                      |                                                       |                                                        |
| Damen                                | Sowjetunion                          | Fliura Bulatowa (SUN)                | Csilla Bátorfi (HUN) / Edit Urbán (HUN)               | Ilija Lupulesku (YUG) / Jasna Fazlić (YUG)             |
| Herren                               | Schweden                             | Mikael Appelgren (SWE)               | Mikael Appelgren (SWE) / Jan-Ove Waldner (SWE)        | Ilija Lupulesku (YUG) / Jasna Fazlić (YUG)             |
| 1990, Göteborg, Schweden             |                                      |                                      |                                                       |                                                        |
| Damen                                | Ungarn                               | Daniela Gergeltschewa (BGR)          | Csilla Bátorfi (HUN) / Gabriella Wirth (HUN)          | Jean-Philippe Gatien (FRA) / Wang Xiaoming (FRA)       |
| Herren                               | Schweden                             | Mikael Appelgren (SWE)               | Ilija Lupulesku (YUG) / Zoran Primorac (YUG)          | Jean-Philippe Gatien (FRA) / Wang Xiaoming (FRA)       |
| 1992, Stuttgart, Deutschland         |                                      |                                      |                                                       |                                                        |
| Damen                                | Rumänien                             | Bettine Vriesekoop (NLD)             | Jasna Fazlić (YUG) / Gordana Perkučin (YUG)           | Kalinikos Kreanga (GRC) / Otilia Bădescu (ROU)         |
| Herren                               | Schweden                             | Jörg Roßkopf (GER)                   | Jörgen Persson (SWE) / Erik Lindh (SWE)               | Kalinikos Kreanga (GRC) / Otilia Bădescu (ROU)         |
| 1994, Birmingham, England            |                                      |                                      |                                                       |                                                        |
| Damen                                | Russland                             | Marie Svensson (SWE)                 | Csilla Bátorfi (HUN) / Krisztina Tóth (HUN)           | Zoran Primorac (HRV) / Csilla Bátorfi (HUN)            |
| Herren                               | Frankreich                           | Jean-Michel Saive (BEL)              | Kalinikos Kreanga (GRC) / Zoran Kalinić (IFP)         | Zoran Primorac (HRV) / Csilla Bátorfi (HUN)            |
| 1996, Bratislava, Slowakei           |                                      |                                      |                                                       |                                                        |
| Damen                                | Deutschland                          | Nicole Struse (GER)                  | Nicole Struse (GER) / Elke Schall (GER)               | Wladimir Samsonow (BLR) / Krisztina Tóth (HUN)         |
| Herren                               | Schweden                             | Jan-Ove Waldner (SWE)                | Jan-Ove Waldner (SWE) / Jörgen Persson (SWE)          | Wladimir Samsonow (BLR) / Krisztina Tóth (HUN)         |
| 1998, Eindhoven, Niederlande         |                                      |                                      |                                                       |                                                        |
| Damen                                | Deutschland                          | Ni Xialian (LUX)                     | Nicole Struse (GER) / Elke Schall (GER)               | Ilija Lupulesku (YUG) / Otilia Bădescu (YUG)           |
| Herren                               | Frankreich                           | Wladimir Samsonow (BLR)              | Wladimir Samsonow (BLR) / Jörg Rosskopf (GER)         | Ilija Lupulesku (YUG) / Otilia Bădescu (YUG)           |
| 2000, Bremen, Deutschland            |                                      |                                      |                                                       |                                                        |
| Damen                                | Ungarn                               | Qianhong Gotsch (GER)                | Csilla Bátorfi (HUN) / Krisztina Tóth (HUN)           | Aleksandar Karakašević (YUG) / Rūta Budiene (LTU)      |
| Herren                               | Schweden                             | Peter Karlsson (SWE)                 | Patrick Chila (FRA) / Jean-Philippe Gatien (FRA)      | Aleksandar Karakašević (YUG) / Rūta Budiene (LTU)      |
| 2002, Zagreb, Kroatien               |                                      |                                      |                                                       |                                                        |
| Damen                                | Rumänien                             | Ni Xialian (LUX)                     | Tamara Boroš (HRV) / Mihaela Steff (ROU)              | Lucjan Błaszczyk (POL) / Ni Xialian (LUX)              |
| Herren                               | Schweden                             | Timo Boll (GER)                      | Timo Boll (GER) / Zoltan Fejer-Konnerth (GER)         | Lucjan Błaszczyk (POL) / Ni Xialian (LUX)              |
| 2003, Courmayeur, Italien            |                                      |                                      |                                                       |                                                        |
| Damen                                | Italien                              | Otilia Bădescu (ROU)                 | Tamara Boroš (HRV) / Mihaela Steff (ROU)              | Werner Schlager (AUT) / Krisztina Tóth (HUN)           |
| Herren                               | Belarus                              | Wladimir Samsonow (BLR)              | Chen Weixing (AUT) / Evgueni Chtchetinine (BLR)       | Werner Schlager (AUT) / Krisztina Tóth (HUN)           |
| 2005, Aarhus, Dänemark               |                                      |                                      |                                                       |                                                        |
| Damen                                | Rumänien                             | Liu Jia (AUT)                        | Tamara Boroš (HRV) / Mihaela Steff (ROU)              | Aleksandar Karakašević (SRB) / Rūta Paškauskienė (LTU) |
| Herren                               | Dänemark                             | Wladimir Samsonow (BLR)              | Werner Schlager (AUT) / Karl Jindrak (AUT)            | Aleksandar Karakašević (SRB) / Rūta Paškauskienė (LTU) |
| 2007, Belgrad, Serbien               |                                      |                                      |                                                       |                                                        |
| Damen                                | Ungarn                               | Li Jiao (NLD)                        | Wiktoryja Paulowitsch (BLR) / Svetlana Ganina (RUS)   | Aleksandar Karakašević (SRB) / Rūta Paškauskienė (LTU) |
| Herren                               | Deutschland                          | Timo Boll (GER)                      | Timo Boll (GER) / Christian Süß (GER)                 | Aleksandar Karakašević (SRB) / Rūta Paškauskienė (LTU) |
| 2008, Sankt Petersburg, Russland     |                                      |                                      |                                                       |                                                        |
| Damen                                | Niederlande                          | Rūta Paškauskienė (LTU)              | Krisztina Tóth (HUN) / Georgina Póta (HUN)            | –                                                      |
| Herren                               | Deutschland                          | Timo Boll (GER)                      | Timo Boll (GER) / Christian Süß (GER)                 | –                                                      |
| 2009, Stuttgart, Deutschland         | 2009, Stuttgart, Deutschland         | 2009, Stuttgart, Deutschland         | 2009, Stuttgart, Deutschland                          | Subotica, Serbien                                      |
| Damen                                | Niederlande                          | Wu Jiaduo (GER)                      | Elizabeta Samara (ROU) / Daniela Dodean (ROU)         | Aleksandar Karakašević (SRB) / Rūta Paškauskienė (LTU) |
| Herren                               | Deutschland                          | Michael Maze (DNK)                   | Timo Boll (GER) / Christian Süß (GER)                 | Aleksandar Karakašević (SRB) / Rūta Paškauskienė (LTU) |
| 2010, Ostrava, Tschechische Republik | 2010, Ostrava, Tschechische Republik | 2010, Ostrava, Tschechische Republik | 2010, Ostrava, Tschechische Republik                  | Subotica, Serbien                                      |
| Damen                                | Niederlande                          | Wiktoryja Paulowitsch (BLR)          | Rūta Paškauskienė (LTU) / Oksana Fadejewa (RUS)       | Bora Vang (TUR) / He Sirin (TUR)                       |
| Herren                               | Deutschland                          | Timo Boll (GER)                      | Timo Boll (GER) / Christian Süß (GER)                 | Bora Vang (TUR) / He Sirin (TUR)                       |
| 2011, Danzig, Polen                  | 2011, Danzig, Polen                  | 2011, Danzig, Polen                  | 2011, Danzig, Polen                                   | Istanbul, Türkei                                       |
| Damen                                | Niederlande                          | Li Jiao (NLD)                        | Rūta Paškauskienė (LTU) / Oksana Fadejewa (RUS)       | Andrei Filimon / Elizabeta Samara (ROU)                |
| Herren                               | Deutschland                          | Timo Boll (GER)                      | Marcos Freitas (POR) / Andrej Gaćina (HRV)            | Andrei Filimon / Elizabeta Samara (ROU)                |
| 2012, Herning, Dänemark              | 2012, Herning, Dänemark              | 2012, Herning, Dänemark              | 2012, Herning, Dänemark                               | Buzău, Rumänien                                        |
| Damen                                | –                                    | Wiktoryja Paulowitsch (BLR)          | Daniela Dodean / Elizabeta Samara (ROU)               | Andrei Filimon / Elizabeta Samara (ROU)                |
| Herren                               | –                                    | Timo Boll (GER)                      | Robert Gardos / Daniel Habesohn (AUT)                 | Andrei Filimon / Elizabeta Samara (ROU)                |
| 2013, Schwechat, Österreich          | 2013, Schwechat, Österreich          | 2013, Schwechat, Österreich          | 2013, Schwechat, Österreich                           | Buzău, Rumänien                                        |
| Damen                                | Deutschland                          | Li Fen (SWE)                         | Petrissa Solja Sabine Winter (GER)                    | Antonín Gavlas / Renáta Štrbíková (CZE)                |
| Herren                               | Deutschland                          | Dimitrij Ovtcharov (GER)             | Tan Ruiwu (HRV) / Wang Zeng Yi (POL)                  | Antonín Gavlas / Renáta Štrbíková (CZE)                |
| 2014, Lissabon                       |                                      |                                      |                                                       |                                                        |
| Damen                                | Deutschland                          | –                                    | –                                                     | –                                                      |
| Herren                               | Portugal                             | –                                    | –                                                     | –                                                      |
| 2015, Jekaterinburg                  |                                      |                                      |                                                       |                                                        |
| Damen                                | Deutschland                          | Elizabeta Samara                     | Melek Hu / Shen Yanfei                                | –                                                      |
| Herren                               | Österreich                           | Dimitrij Ovtcharov                   | Stefan Fegerl / João Monteiro                         | –                                                      |
| 2016, Budapest                       |                                      |                                      |                                                       |                                                        |
| Damen                                | –                                    | Melek Hu                             | Kristin Silbereisen / Sabine Winter                   | João Monteiro / Daniela Dodean                         |
| Herren                               | –                                    | Emmanuel Lebesson                    | Patrick Franziska / Jonathan Groth                    | João Monteiro / Daniela Dodean                         |
| 2017, Luxemburg                      |                                      |                                      |                                                       |                                                        |
| Damen                                | Rumänien                             | –                                    | –                                                     | –                                                      |
| Herren                               | Deutschland                          | –                                    | –                                                     | –                                                      |
| 2018, Alicante                       |                                      |                                      |                                                       |                                                        |
| Damen                                | –                                    | Li Qian                              | Nina Mittelham / Kristin Lang                         | Ruwen Filus / Han Ying                                 |
| Herren                               | –                                    | Timo Boll                            | Daniel Habesohn / Robert Gardos                       | Ruwen Filus / Han Ying                                 |
| 2019, Nantes                         |                                      |                                      |                                                       |                                                        |
| Damen                                | Rumänien                             | –                                    | –                                                     | –                                                      |
| Herren                               | Deutschland                          | –                                    | –                                                     | –                                                      |
| 2020, Warschau                       |                                      |                                      |                                                       |                                                        |
| Damen                                | –                                    | Petrissa Solja                       | Petrissa Solja / Shan Xiaona                          | Dang Qiu / Nina Mittelham                              |
| Herren                               | –                                    | Timo Boll                            | Lew Kazman / Maxim Grebnew                            | Dang Qiu / Nina Mittelham                              |
| 2021, Cluj-Napoca                    |                                      |                                      |                                                       |                                                        |
| Damen                                | Deutschland                          | –                                    | –                                                     | –                                                      |
| Herren                               | Deutschland                          | –                                    | –                                                     | –                                                      |
| 2022, München                        |                                      |                                      |                                                       |                                                        |
| Damen                                | –                                    | Sofia Polcanova                      | Sofia Polcanova / Bernadette Szőcs                    | Emmanuel Lebesson / Yuan Jia Nan                       |
| Herren                               | –                                    | Dang Qiu                             | Mattias Falck / Kristian Karlsson                     | Emmanuel Lebesson / Yuan Jia Nan                       |
| 2023, Malmö                          |                                      |                                      |                                                       |                                                        |
| Damen                                | Deutschland                          | –                                    | –                                                     | –                                                      |
| Herren                               | Schweden                             | –                                    | –                                                     | –                                                      |
| 2024, Linz                           |                                      |                                      |                                                       |                                                        |
| Damen                                | –                                    | Sofia Polcanova                      | Barbora Balážová / Hana Matelová                      | Álvaro Robles / María Xiao                             |
| Herren                               | –                                    | Alexis Lebrun                        | Félix Lebrun / Alexis Lebrun                          | Álvaro Robles / María Xiao                             |
| 2025, Zadar                          |                                      |                                      |                                                       |                                                        |
| Damen                                |                                      | –                                    | –                                                     | –                                                      |
| Herren                               |                                      | –                                    | –                                                     | –                                                      |

Von 2009 bis 2013 wurden die Europameisterschaften im Mixed als separater Wettbewerb durchgeführt. 2015 fand kein Mixed-Wettbewerb statt, seit 2016 ist er wieder normaler Bestandteil der Europameisterschaften.

## TT-Europameisterschaften der Junioren
Diese Meisterschaften wurden 1955 vom DTTB ins Leben gerufen. Im Vordergrund stand das Motiv, dass sich Jugendliche aus Europa kennenlernen sollten. Man nannte die Veranstaltung Europa-Treffen der Jugend. Wegen der Akzeptanz wurde das Turnier jährlich in verschiedenen Ländern wiederholt. Zunächst wurden die Turniere unter der Verantwortung des Weltverbandes ITTF durchgeführt, ab 1964 übernahm der europäische Verband ETTU die Durchführung.
Im Februar 2017 wurde erstmals eine Europameisterschaft für die Altersklasse U21 ausgetragen.
| Jahr | Ort                  | Team Jungen      | Team Mädchen     | Jungen Einzel        | Mädchen Einzel                                            |
| ---- | -------------------- | ---------------- | ---------------- | -------------------- | --------------------------------------------------------- |
| 1955 | Ruit auf den Fildern | BR Deutschland   | –                | Wolf Berger          | Lívia Mossóczy                                            |
| 1956 | Opatija              | Ungarn           | Rumänien         | Robert Varadi        | Maria Golopenta                                           |
| 1957 | Donaueschingen       | –                | –                | Hans Alser           | Heide Dauphin                                             |
| 1958 | Falkenberg           | Rumänien         | Rumänien         | Gheorghe Cobirzan    | Maria Golopenta                                           |
| 1959 | Constanța            | Ungarn           | Rumänien         | Radu Negulescu       | Mariana Barasch                                           |
| 1960 | nicht ausgetragen    | –                | –                | –                    | –                                                         |
| 1961 | Bad Blankenburg      | Tschechoslowakei | Sowjetunion      | Viliam Polakovič     | Soja Rudnowa                                              |
| 1962 | Bled                 | Jugoslawien      | Sowjetunion      | Dorin Giurgiucă      | Laima Balaishite                                          |
| 1963 | Duisburg             | –                | –                | –                    | –                                                         |
| 1964 | nicht ausgetragen    | –                | –                | –                    | –                                                         |
| 1965 | Prag                 | Sowjetunion      | Schweden         | Gegam Vardanjan      | Eva Johansson                                             |
| 1966 | Szombathely          | Sowjetunion      | Sowjetunion      | Stanislaw Gomoskow   | Eva Poor                                                  |
| 1967 | Vejle                | Sowjetunion      | Tschechoslowakei | Uldis Eglitis        | Mirjana Resler                                            |
| 1968 | Leningrad            | Tschechoslowakei | Tschechoslowakei | Jiri Turai           | Carmen Crișan                                             |
| 1969 | Obertraun            | Tschechoslowakei | Sowjetunion      | Milan Orlowski       | Carmen Crișan                                             |
| 1970 | Teesside             | Tschechoslowakei | Tschechoslowakei | Stellan Bengtsson    | Ilona Voštová                                             |
| 1971 | Ostende              | Sowjetunion      | Tschechoslowakei | Anatoli Strokatow    | Ilona Voštová                                             |
| 1972 | Vejle                | Frankreich       | Sowjetunion      | Miran Savnik         | Lidia Ille (lt. DTS) Tatjana Ferdmann (lt. ETTU-Webseite) |
| 1973 | Piräus               | Schweden         | Sowjetunion      | Ulf Thorsell         | Hana Riedlova                                             |
| 1974 | Göppingen            | Schweden         | Sowjetunion      | Bagrat Burnazian     | Elmira Antonyan                                           |
| 1975 | Zagreb               | Sowjetunion      | Jugoslawien      | Bagrat Burnazian     | Tatjana Ferdmann                                          |
| 1976 | Mödling              | Sowjetunion      | Sowjetunion      | Zoran Kalinić        | Tatjana Romachina                                         |
| 1977 | Vichy                | Sowjetunion      | Ungarn           | Leszek Kucharski     | Bettine Vriesekoop                                        |
| 1978 | Barcelona            | Sowjetunion      | Sowjetunion      | Jindřich Panský      | Éva Ferenczi                                              |
| 1979 | Rom                  | Schweden         | Sowjetunion      | Jiri Ezr             | Bettine Vriesekoop                                        |
| 1980 | Posen                | Tschechoslowakei | Sowjetunion      | Niklas Persson       | Marie Hrachová                                            |
| 1981 | Topoľčany            | Schweden         | Sowjetunion      | Jan-Ove Waldner      | Fliura Bulatowa                                           |
| 1982 | Hollabrunn           | Schweden         | Sowjetunion      | Jan-Ove Waldner      | Jolanta Daniliavichute                                    |
| 1983 | Malmö                | Sowjetunion      | Sowjetunion      | Jan-Ove Waldner      | Olga Nemes                                                |
| 1984 | Linz                 | Sowjetunion      | Ungarn           | Andrei Masunow       | Olena Kowtun                                              |
| 1985 | Den Haag             | Schweden         | Tschechoslowakei | Carl Prean           | Olga Nemes                                                |
| 1986 | Louvain-la-Neuve     | Schweden         | Tschechoslowakei | Thomas von Scheele   | Csilla Bátorfi                                            |
| 1987 | Athen                | Sowjetunion      | Rumänien         | Daniel Cioca         | Irina Palina                                              |
| 1988 | Novi Sad             | Sowjetunion      | Jugoslawien      | Petr Korbel          | Otilia Bădescu                                            |
| 1989 | Luxemburg            | Sowjetunion      | Ungarn           | Dmitrij Gusev        | Gabriella Wirth                                           |
| 1990 | Hollabrunn           | Sowjetunion      | Sowjetunion      | Torben Wosik         | Veronika Wirth                                            |
| 1991 | Granada              | Schweden         | Ungarn           | Slobodan Grujić      | Krisztina Tóth                                            |
| 1992 | Topoľčany            | Vereintes Team   | Vereintes Team   | Wladimir Samsonow    | Georgeta Cojocaru                                         |
| 1993 | Ljubljana            | Russland         | Ungarn           | Wladimir Samsonow    | Zuzana Poliačková                                         |
| 1994 | Paris                | Dänemark         | Rumänien         | Kostadin Lengerov    | Svetlana Ganina                                           |
| 1995 | Den Haag             | Deutschland      | Russland         | Alexei Smirnow       | Tamara Boroš                                              |
| 1996 | Frýdek-Místek        | Deutschland      | Russland         | Magnus Molin         | Michaela Encea                                            |
| 1997 | Topoľčany            | Deutschland      | Italien          | Timo Boll            | Eva Ódorová                                               |
| 1998 | Norcia               | Deutschland      | Russland         | Timo Boll            | Liu Jia                                                   |
| 1999 | Frýdek-Místek        | Polen            | Kroatien         | Michael Maze         | Liu Jia                                                   |
| 2000 | Bratislava           | Polen            | Deutschland      | Constantin Cioti     | Cornelia Vaida                                            |
| 2001 | Terni                | Frankreich       | Ungarn           | Daniel Górak         | Laura Stumper                                             |
| 2002 | Moskau               | Deutschland      | Tschechien       | Christian Süß        | Georgina Póta                                             |
| 2003 | Novi Sad             | Schweden         | Deutschland      | Christian Süß        | Iveta Vacenovská                                          |
| 2004 | Budapest             | Deutschland      | Spanien          | János Jakab          | Galia Dvorak                                              |
| 2005 | Prag                 | Frankreich       | Spanien          | Dimitrij Ovtcharov   | Daniela Dodean                                            |
| 2006 | Sarajewo             | Deutschland      | Rumänien         | Marcos Freitas       | Daniela Dodean                                            |
| 2007 | Bratislava           | England          | Russland         | Michail Paikow       | Elizabeta Samara                                          |
| 2008 | Terni                | Frankreich       | Ukraine          | Paul Drinkhall       | Marharyta Pessozka                                        |
| 2009 | Prag                 | Frankreich       | Rumänien         | Quentin Robinot      | Marharyta Pessozka                                        |
| 2010 | Istanbul             | Frankreich       | Rumänien         | Patrick Franziska    | Brigitte Eerland                                          |
| 2011 | Kasan                | Frankreich       | Russland         | Tristan Flore        | Bernadette Szőcs                                          |
| 2012 | Schwechat            | Frankreich       | Rumänien         | Tristan Flore        | Bernadette Szőcs                                          |
| 2013 | Ostrava              | Italien          | Rumänien         | Enzo Angles          | Nina Mittelham                                            |
| 2014 | Riva del Garda       | Frankreich       | Frankreich       | Alexandre Cassin     | Chantal Mantz                                             |
| 2015 | Bratislava           | Frankreich       | Frankreich       | Anton Källberg       | Adina Diaconu                                             |
| 2016 | Zagreb               | Italien          | Russland         | Alexandre Cassin     | Adina Diaconu                                             |
| 2017 | Guimarães            | Deutschland      | Russland         | Ioannis Sgouropoulos | Jing Ning                                                 |
| 2018 | Cluj-Napoca          | Frankreich       | Aserbaidschan    | Ioannis Sgouropoulos | Jing Ning                                                 |
| 2019 | Ostrava              | Russland         | Deutschland      | Truls Möregårdh      | Anna Węgrzyn                                              |
| 2021 | Varaždin             | Polen            | Rumänien         | Kay Stumper          | Elisabet Abraamian                                        |
| 2022 | Belgrad              | Rumänien         | Polen            | Eduard Ionescu       | Annett Kaufmann                                           |
| 2023 | Gliwice              | Rumänien         | Rumänien         | Eduard Ionescu       | Elena Zaharia                                             |
| 2024 | Malmö                |                  |                  |                      |                                                           |
| 2025 | Ostrava              |                  |                  |                      |                                                           |

## U21-Europameisterschaft
| Jahr | Ort         | Herren Einzel        | Damen Einzel       | Herren Doppel                     | Damen Doppel                    |
| ---- | ----------- | -------------------- | ------------------ | --------------------------------- | ------------------------------- |
| 2017 | Sotschi     | Tomislav Pucar       | Chantal Mantz      | Anders Lind Alexander Valuch      | Chantal Mantz Yuan Wan          |
| 2018 | Minsk       | Tomas Polanksy       | Mariia Tailakova   | Ibrahim Gündüz Abdullah Yigenler  | Natalia Bajor Solomija Bratejko |
| 2019 | Gondomar    | Ioannis Sgouropoulos | Adina Diaconu      | Peter Hribar Darko Jorgic         | Tin-Tin Ho Karoline Mischek     |
| 2020 | Varazdin    | Vladimir Sidorenko   | Prithika Pavade    | Cristian Pletea Rares Sipos       | Nolwenn Fort Leili Mostafavi    |
| 2021 | Spa         | Ioannis Sgouropoulos | Annett Kaufmann    | Olav Kosolosky Adrien Rassenfosse | Ece Harac Özge Yilmaz           |
| 2022 | Cluj-Napoca | Samuel Kulczycki     | Elena Zaharia      | Csaba Andras Ivor Ban             | Ece Harac Özge Yilmaz           |
| 2023 | Sarajevo    | Milosz Redzimski     | Hana Arapovic      | Hugo Deschamps Thibault Poret     | Mia Griesel Bianca Mei Rosu     |
| 2024 | Skopje      | Milosz Redzimski     | Veronika Matiunina | Maciej Kubik Milosz Redzimski     | Bianca Mei Rosu Elena Zaharia   |
| 2025 | Bratislava  |                      |                    |                                   |                                 |

## Politik
- 1962 protestierten die Ostblockstaaten gegen den Austragungsort West-Berlin. Nachdem der europäische Tischtennisverband ETTU auf West-Berlin bestand, boykottierten die Staaten Ungarn, Tschechoslowakei, Rumänien und Sowjetunion die Veranstaltung. Jugoslawien nahm an der EM teil.[14]
- 1964 änderten die schwedischen Organisatoren die Aufschrift des Schildes der Einmarschveranstaltung auf „West-Deutschland“ (statt Bundesrepublik Deutschland). Daraufhin drohte die BRD-Mannschaft mit der vorzeitigen Abreise, was die Schweden mit einer angemessenen Entschuldigung verhinderten.[15]

## Philatelie
Im Laufe der Zeit erschienen verschiedene Briefmarken mit Tischtennisbezug:
- 1958 gab Ungarn anlässlich der 1. Europameisterschaft eine Sportserie heraus, der Satz bestand aus 7 Werten (Michel-Katalog Nr. 1542–1548). Die Marken mit Wert von 20 Filler und 30 Filler hatten Tischtennismotive. Es gab sie gezähnt mit einer Satzauflage von 60.000 Stück und geschnitten mit einer Auflage von 20.000.[16] In Budapest wurde ein Sonderstempel zu dieser Europameisterschaft verwendet.
- 1976 erschien in der CSSR eine Sondermarke mit Tischtennismotiv (Michel-Nr. 2311).[16]
- 1982 gab Ungarn eine Sondermarke im Wert von 2 Forint heraus (Michel-Katalog Nr. 2547), und zwar eine gezähnte Ausführung mit einer Auflage von fast 4 Millionen Stück und eine ungezähnte Ausführung mit einer Auflage von 7600 Stück.[17]
- 1984 gab es eine Sonderganzsache der UdSSR zur Europameisterschaft in Moskau.
- Am 23. März 2007 wurde von der serbischen Post ein Postwertzeichen (Michel-Nr. 185), gedruckt in Kleinbogen zu 9 Postwertzeichen, und 1 Briefmarkenblock (Michel-Nr. Block 1) zur Ausgabe gebracht. Dazu gab es einen Ersttagssonderstempel in Belgrad.
- Am 23. September 2011 wurde von der polnischen Post eine Sonderganzsache (Postkarte) zu den Europameisterschaften 2011 in Gdańsk / Polen zur Ausgabe gebracht. Das eingedruckte Postwertzeichen (Wertstempel) zeigt das Motiv Tischtennis.
- Zu den Junioren- und Jugend-Europameisterschaften gab es bisher folgende Postwertzeichen-Ausgaben:
  - 18. Juli 1968 UdSSR (Michel-Nr. 3513),
  - 30. Juni 1992 CSSR (Michel-Nr. 3121),
  - 5. Juli 2006 Bosnien und Herzegowina (Michel-Nr. 454) gedruckt in Kleinbogen zu 10 Marken.